# Centro de Investigación de la Bandera

Bandera del FRC.

El Centro de Investigación de la Bandera FRC (Flag Research Center en inglés) es una entidad privada dedicada al asesoramiento de gobiernos, empresas y personas que lo soliciten. Se ubica en Winchester (Massachusetts), Estados Unidos de América, pero sus clientes se encuentran en todos los lugares del mundo. Lo dirige el único vexilólogo profesional que existe en la actualidad en el mundo, el norteamericano Whitney Smith. 

## Historia
Se fundó el 1 de febrero de 1962 por el propio Whitney Smith, y fue una de las organizaciones impulsoras de la creación de la Federación Internacional de Asociaciones Vexilológicas. Como miembro fundacional, se incorporó a dicha federación el 7 de septiembre de 1969.

## Publicaciones
Publica el boletín más prestigioso del mundo sobre vexilología desde 1961, titulado The Flag Bulletin, que reciben suscriptores privados e institucionales de todo el mundo.